# Auge für Auge

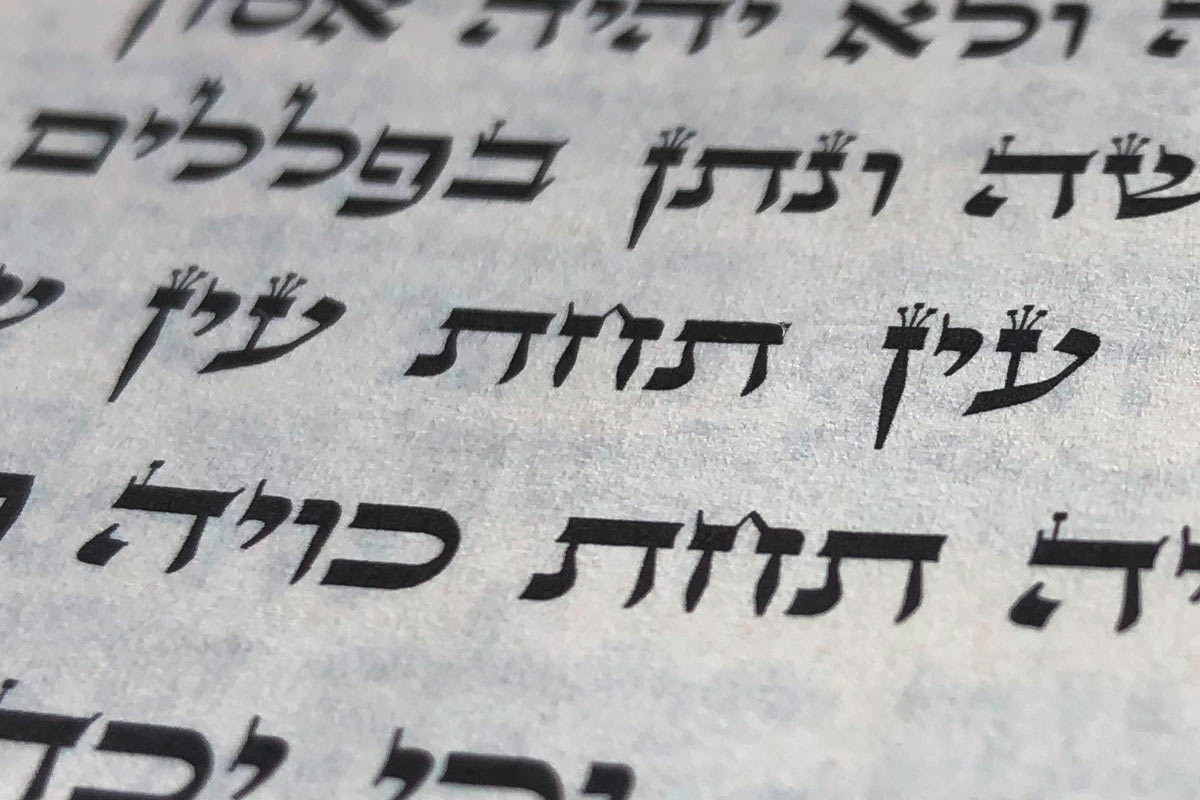
„Ein Auge für ein Auge“ im hebräischen Tora-Text

Auge für Auge (hebräisch עין תּחת עין ajin tachat ajin) ist Teil eines Rechtssatzes aus dem hebräischen Bundesbuch (Sefer ha-Berit) in der Tora für das Volk Israel (Ex 21,23–25 ):

„[…] so sollst du geben Leben für Leben, Auge für Auge, Zahn für Zahn, Hand für Hand, Fuß für Fuß, Brandmal für Brandmal, Wunde für Wunde, Strieme für Strieme.“

Nach rabbinischer und überwiegender historisch-kritischer Auffassung verlangt der Rechtssatz bei allen Körperverletzungsdelikten einen angemessenen Schadensersatz vom Täter, um die im Alten Orient verbreitete Blutrache illegal zu machen, durch eine Verhältnismäßigkeit von Vergehen und Strafe abzulösen und Gleichheit vor dem Gesetz für Männer und Frauen, Arme und Reiche herzustellen.
Der Rechtssatz wurde in der Kirchengeschichte oft als „Auge um Auge, Zahn um Zahn…“ übersetzt und als Talionsformel (von lateinisch talio, „Vergeltung“) aufgefasst, die das Opfer oder seine Vertreter auffordere, dem Täter Gleiches mit Gleichem „heimzuzahlen“ bzw. sein Vergehen zu sühnen („wie du mir, so ich dir“). Jedoch widerspricht der biblische Kontext und die jüdische Tradition dieser Auslegung.
Beide Auffassungen haben die Religions- und Rechtsgeschichte beeinflusst.

## Vorläufer und Analogien im Altertum
Der Rechtssatz stammt aus einer älteren altorientalischen Rechtstradition. Der Codex Ešnunna aus Mesopotamien (um 1920 v. Chr.), einer der frühesten bekannten Gesetzestexte, regelte Körperverletzungen schon mit genau abgestuften Geldbußen:

„Wenn ein Mann die Nase eines Mannes abbeißt und abtrennt, zahlt er eine Mine Silber. Für ein Auge zahlt er eine Mine, für einen Zahn eine halbe Mine, für ein Ohr eine halbe Mine, für einen Schlag auf die Wange 10 Schekel Silber […].“

Der babylonische König Hammurapi (1792–1750 v. Chr.) sammelte Vergehen und dazugehörige Urteile als Fallbeispiele (Kasuistik). Der 1901 entdeckte Codex Hammurapi ist eine Gesetzessammlung mit 282 Paragrafen und war auf einer Stele öffentlich zugänglich. Dort findet sich auch eine Reihe genauer Strafzumessungen für Körperverletzungen:

„Gesetzt, ein Mann hat das Auge eines Freigeborenen zerstört, so wird man sein Auge zerstören …
Gesetzt, ein Mann hat einem anderen ihm gleichstellenden Manne einen Zahn ausgeschlagen, so wird man ihm einen Zahn ausschlagen …
Gesetzt, er hat ein Auge eines Hörigen zerstört oder den Knochen eines Hörigen gebrochen, so zahlt er eine Mine Silber.“

Damit kann Hammurapi das Talionsprinzip (lateinisch ius/lex talionis) für diese Fälle eingeführt oder bestehendes Gewohnheitsrecht rechtsverbindlich gemacht haben. Dabei legte das babylonische Klassenrecht bei Sklaven andere Maßstäbe als bei Besitzenden an: Wer Abhängige verletzte, konnte sich freikaufen, wer aber einen freien Vollbürger verletzte, sollte eine gleichartige Körperstrafe erleiden. Dies sollte älteres, mündlich tradiertes Recht fixieren, zentralisieren und verschärfen. Ob diese Neuerung aus nomadischem Sippenrecht stammte und tatsächliche Rechtsprechung spiegelte, ist umstritten.
Auch andere Gesetzesreformer der Antike versuchten seit dem 7. Jahrhundert v. Chr., Gewalt und Rechtswillkür zu begrenzen und das Strafrecht zu vereinheitlichen: So unterschied Drakon in Athen 621 v. Chr. wie die Tora vorsätzliche und unbeabsichtigte Tötung und verwies die Prüfung an besondere Gerichtshöfe. Demosthenes (384–322 v. Chr.) überliefert ein um 650 v. Chr. von Zaleukos erlassenes Gesetz aus der süditalienischen Kolonie Lokroi:

„Wenn jemand ein Auge ausschlägt, soll er erleiden, dass sein eigenes Auge ausgeschlagen wird, und es soll keinerlei Möglichkeit zu materieller Ersatzleistung geben.“

Zaleukos galt als der erste Grieche, der Gesetze schriftlich fixierte. Er wollte mit der Festsetzung des Strafmaßes und dem Ausschluss von Freikauf offenbar Rechtsbeugung, Korruption und sozialen Gegensätzen entgegenwirken.
Im Römischen Recht konnte ein Täter einer Bestrafung auf Anklage der Opferangehörigen (Actio arbitraria) dagegen durch Wiedergutmachung des Schadens zuvorkommen, etwa durch die Naturalrestitution. So verlangte das Zwölftafelgesetz um 450 v. Chr. in Tafel VIII, Satz 2:

„Wer jemandem ein Körperglied bricht, dem geschehe dasselbe [lateinisch talio esto], wenn er sich nicht [mit dem Opfer] einigt.“

## Hebräische Bibel (Tanach)
Nach längerer mündlicher Überlieferung fand die Formel „Auge für Auge“ Eingang in die Tora, deren Verschriftung um 700 v. Chr.  begann. Um 250 v. Chr. wurde dieser Teil der hebräischen Bibel (des Tanach) endgültig kanonisiert. Die Formel erscheint je einmal in ihren drei wichtigsten Gebotssammlungen: dem Bundesbuch (Exodus 22–24), dem Heiligkeitsgesetz (Levitikus 17–26) und dem deuteronomischen Gesetz (Deuteronomium 12–26).

### Bundesbuch
„22Wenn Männer miteinander raufen und dabei eine schwangere Frau treffen, sodass sie eine Fehlgeburt hat, ohne dass ein weiterer Schaden entsteht, dann soll der Täter eine Buße zahlen, die ihm der Ehemann der Frau auferlegt; er kann die Zahlung nach dem Urteil von Schiedsrichtern leisten. 23Ist weiterer Schaden entstanden, dann musst du geben: Leben für Leben, 24Auge für Auge, Zahn für Zahn, Hand für Hand, Fuß für Fuß, 25Brandmal für Brandmal, Wunde für Wunde, Strieme für Strieme. 26Wenn einer seinem Sklaven oder seiner Sklavin ein Auge ausschlägt, soll er ihn für das ausgeschlagene Auge freilassen. 27Wenn er seinem Sklaven oder seiner Sklavin einen Zahn ausschlägt, soll er ihn für den ausgeschlagenen Zahn freilassen.“

Die Formel steht im Kontext der Schädigung der Leibesfrucht (v. 22): Eine Frau verliert infolge einer Prügelei unter Männern ihr ungeborenes Kind, erleidet aber selbst keine bleibende Verletzung. Der Verlust soll mit einer angemessenen Geldbuße ersetzt werden: tachat (hebr. תחת) bedeutet in der Bibel anstatt, anstelle von, stellvertretend (etwa in Gen 4,25  und 1 Kön 20,39 ).
Die Höhe der Ersatzleistung darf der geschädigte Ehemann bestimmen, aber ein Richter soll die Zahlung vermitteln. Verlangt wird also ein geordnetes Rechtsverfahren. Ob der Schaden absichtlich, fahrlässig oder versehentlich zugefügt wurde, wird nicht ausdrücklich festgestellt und ist hier offenbar nicht relevant, da der unbeteiligt Geschädigte in jedem Fall Anspruch auf Schadensersatz hat.
Eine dauernde körperliche Beeinträchtigung, einschließlich des Todes von Unbeteiligten, soll ebenfalls angemessen ersetzt werden (V. 23): „… so sollst du geben …“ Dieser Rechtssatz spricht den Schadensverursacher an, nicht den Geschädigten. Er bestätigt ihm gegenüber die rechtmäßige Forderung des Geschädigten auf eine dem Schaden angemessene Ersatzleistung. Die Aufzählung jeder Einzelwunde (V. 24f) will auf ein Abmessen der Entschädigung hinweisen: Gefordert werden Augenmaß und genaue Entsprechung von Strafe und Schaden.
Das folgende Beispiel (V. 26 f.) bestätigt, dass hier nicht der Geschädigte zur Verstümmelung des Täters aufgefordert wird. Vielmehr soll der Verursacher die Schadensfolgen vergelten, indem er den dauerhaft verletzten Sklaven freilässt, der seinen Dienst nur noch eingeschränkt ausüben könnte. Auch Ex 21,18 f.  redet von Schadensersatz für Körperverletzung:

„Wenn Männer in Streit geraten und einer den anderen mit einem Stein oder einer Hacke schlägt, so dass er zwar nicht stirbt, aber bettlägerig wird, wieder aufstehen und ausgehen kann an seinem Stock, so soll der, der ihn schlug, nicht bestraft werden, ihm aber bezahlen, was er versäumt hat, und das Arztgeld geben.“

Wie eine Körperverletzung mit Todesfolge ersetzt werden kann, bleibt hier offen. Dazu unterscheidet Ex 21,28–32  einen Unfall von fahrlässiger Tötung: Ein Mann, der wusste, dass sein stößiges Rind Menschen gefährdet, soll sterben, wenn das Rind jemand zu Tode tritt (V. 29). Hätte er den Unfall vermeiden können, muss der Täter also mit seinem Leben haften; nur beim Todesfall eines Sklaven kann er dessen Besitzer mit Geld entschädigen (V. 32).

### Heiligkeitsgesetz
„17Wer einen Menschen erschlägt, hat den Tod verdient. 18Wer ein Stück Vieh erschlägt, muss es ersetzen: Leben für Leben. 19Wenn jemand einen Mitbürger verletzt, soll man ihm antun, was er getan hat: 20Bruch für Bruch, Auge für Auge, Zahn für Zahn. Der Schaden, den er einem Menschen zugefügt hat, soll ihm zugefügt werden.“

Die Talionsformel ist auch hier auf den Schadensersatz bezogen: Man soll ein getötetes durch ein lebendes Stück Vieh ersetzen, also Leben geben, nicht nehmen. Bei Körperverletzung aber soll der Täter einen Schaden erleiden, der seiner Tat entspricht. Die aktive Übersetzung legt eine Körperstrafe nahe; doch im Urtext steht ein Passiv:

„Und so jemand seinem Nächsten eine Verletzung beibringt – so wie er getan, so geschehe es ihm.“

Als Passivum divinum (Gott nicht nennendes, aber meinendes Passiv) fordert es, die Ausführung des Gebots Gottes Fügung (Tun-Ergehen-Zusammenhang) zu überlassen.
Menschenleben ist auf jeden Fall unersetzbar. Mord und Totschlag können daher nicht mit einer Bußleistung ausgeglichen werden. Dafür sieht die Tora die Todesstrafe vor, die aber ebenfalls im Passivum divinum formuliert wird:

„Wer ein Stück Vieh erschlägt, muss es ersetzen; wer aber einen Menschen erschlägt, wird getötet.“

Vers 22 macht dieses Gebot ausdrücklich für alle, auch die Fremden geltend. Die Unbezahlbarkeit menschlichen Lebens wird in den noachidischen Geboten mit der bleibenden Gottebenbildlichkeit jedes Menschen begründet:

„Wer Blut eines Menschen vergießt, um dieses Menschen willen wird auch sein Blut vergossen. Denn als Bild Gottes hat er den Menschen gemacht.“

### Deuteronomium
„16Tritt ein frevelhafter Zeuge gegen jemand auf, um ihn eines Vergehens zu beschuldigen, 17so sollen beide Männer in dieser Streitsache vor JHWH treten, vor die Priester und Richter zu jener Zeit, 18und die Richter sollen gründlich nachforschen. Und wenn der falsche Zeuge ein falsches Zeugnis gegen seinen Bruder gegeben hat, 19so sollt ihr mit ihm tun, wie er gedachte, seinem Bruder zu tun, damit du das Böse aus deiner Mitte wegtust, 20auf dass die anderen aufhorchen, sich fürchten und hinfort nicht mehr solche bösen Dinge tun in deiner Mitte. 21Dein Auge soll ihn nicht schonen: Leben für Leben, Auge für Auge, Zahn für Zahn, Hand für Hand, Fuß für Fuß.“

Eine falsche Anklage sowie Meineid sollen also nach dem Talionsprinzip behandelt werden: Was der Kläger dem Angeklagten zufügen wollte, soll ihm abverlangt werden. Angesprochen ist hier das Gericht, das Recht wahren und Zeugen von vorsätzlicher Verleumdung abschrecken soll. Kontext ist der Rechtsschutz für zu Unrecht als Mörder verfolgte Totschläger durch Asylorte (Dtn 19,4–7 ) und die Regel, dass Todesurteile nur bei mindestens zwei unabhängigen Augenzeugen der Tat rechtsgültig sind (Dtn 19,15 ). Umso schwerer wiegt für die Tora der Versuch, diesen Schutz mit falschen Beschuldigungen zu zerstören.
Der Tanach überliefert keine Körperstrafen, die mit dem Talionsgebot begründet wurden, und keine Gerichtsurteile, die solche Strafen erlaubten. Züchtigung wird allgemein auf höchstens 40 Schläge bei gerichtlich festgestellter Schuld begrenzt, um die Ehre des Verurteilten zu schützen (Dtn 25,1–3 ). Dies schloss eine wörtliche Anwendung des Talionsgebots aus. Das Gebot der Nächstenliebe schließt Hass und Rache als Motiv für Strafe ausdrücklich aus und gebietet stattdessen die Versöhnung mit dem Streitgegner (Lev 19,17f ). Demgemäß verlangt Spr 24,29 , auf Vergeltung zu verzichten:

„Sprich nicht: ‚Wie einer mir tut, so will ich ihm auch tun und einem jeglichen sein Tun vergelten.‘“

Der vorangehende Vers stellt diesen Vergeltungsvorsatz der Lüge und dem Betrug am Nächsten gleich.

## Jüdische Auslegungen
Die Talionsformel wurde im Judentum schon vor der Zeitenwende intensiv diskutiert. Bei den Pharisäern wurde im 1. Jahrhundert eine Rechtspraxis üblich, die für alle Fälle der Körperverletzung, auch jene mit Todesfolge – außer Mord –, genau abgestufte Geldbußen (hebr. taschlumim: „dem Frieden dienend“) vorsah. Leitidee war die Wiederherstellung des Rechtsfriedens zwischen Schädiger und Geschädigtem, die Konfliktbewältigung und Verhütung weiterer Gewaltfolgen.
Den Antiquitates Judaicae des Flavius Josephus zufolge wurde körperliche Vergeltung im Judentum nur vollzogen, wenn der Geschädigte sich mit einer Geldbuße des Täters nicht zufriedengab. Dies entsprach römischer Rechtstradition. Dann wären finanzielle Entschädigungen damals bereits die Regel, Körperstrafen die Ausnahme gewesen. Daher nahm der britische Judaist Bernhard S. Jackson an, dass der Schadensersatz Körperstrafen schon vor Abschluss des Tanach (um 100) abgelöst hatte.
Nach der Chronik Megillat Ta’anit fassten die Sadduzäer und Rabbi Elieser (um 90) die Talionsformel zumindest theoretisch teilweise wörtlich auf. Rabbi Hillel lehrte dagegen, die Wiedergutmachung müsse den Ausgangszustand wiederherstellen (Restitution); seine Haltung setzte sich im 1. Jahrhundert gegen die strengere Schule Schammais durch. Die Mischna (um 200) behandelt daher im Traktat Bawa Qama (BQ 8,1) keine Körperstrafen, sondern nennt fünf Gebiete, auf denen Ersatz zu leisten ist: Schadenersatz (neseq), Schmerzensgeld (zaar), Heilungskosten (rifui), Arbeitsausfallersatz (schewet) und Beschämungsgeld (boschet).
In den Kommentaren verschiedener Rabbiner dazu (BQ 83b–84a) wird die wörtliche Anwendung des Talionsgebots erörtert, aber ausdrücklich zurückgewiesen. Im Ergebnis folgt der Traktat der Meinung von Rabbi Hyya:

„‚Hand für Hand‘, das bedeutet etwas, das aus einer Hand in die andere gegeben wird, nämlich eine Geldzahlung.“

Gleichwohl blieb umstritten, ob „Leben für Leben“ in Ex 21,23 ebenso wie in Lev 24,17 die Todesstrafe fordere, weil menschliches Leben unersetzbar sei. Der Traktat Ketubboth (35a) im babylonischen Talmud erörtert den grundsätzlichen Unterschied zwischen den Straffolgen für die Tötung eines Tieres oder eines Menschen. Während Erstere in jedem Fall zur Geldbuße verpflichte, setze Letztere diese Pflicht immer außer Kraft.

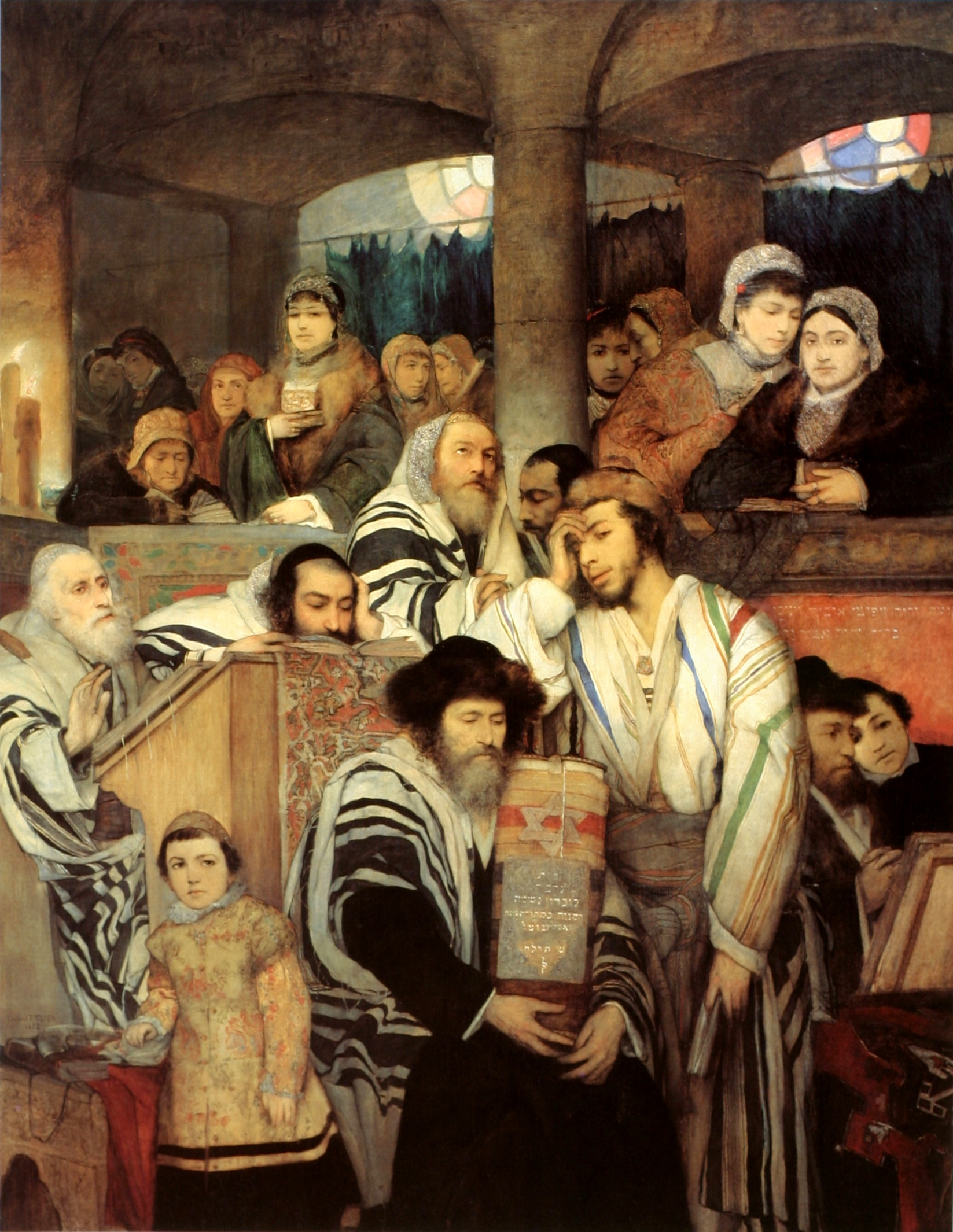
Betende Juden mit Torarolle (Bild des jüdisch-galizischen Malers Maurycy Gottlieb 1878)

Samson Raphael Hirsch (1808–1888), einer der führenden Rabbiner des neoorthodoxen Judentums im Deutschen Kaiserreich, verstand Ex 21,23 daher im Gegensatz zu v. 22 („erfolgt aber kein Todesfall“) als Unfall mit Todesfolge:

„Wenn aber ein Todesfall eintritt, so hast du zu geben Leben für Leben.“

Dann sei keine Ersatzleistung möglich; Leben sei in jedem Fall unersetzbar. Der deutsche Rabbiner und Bibelwissenschaftler Benno Jacob (1862–1945) dagegen argumentierte, dass überall, wo der Begriff tachat erscheine, eine Geldersatzpflicht in Kraft trete. Er übersetzte denselben Vers:

„Wenn aber ein Unfall geschieht, so sollst du geben Lebensersatz für Leben.“

Dabei berücksichtigte auch er, dass ein Menschenleben für die Tora das höchste aller schützenswerten Güter und nie mit Geld aufzuwiegen sei. Aber er interpretierte den Kindsverlust der schwangeren Frau als Beispiel eines tragischen Unfalls (asson V. 22), nicht als fahrlässige Tötung, Totschlag oder Mord. Daher komme auch hier das Recht der Geschädigten auf eine Geldzahlung zum Zuge. Dieses müssten sie zwar nicht in Anspruch nehmen, aber die Richter müssten dem Mann der Geschädigten auf jeden Fall eine Entschädigung zusprechen: „So sollst Du geben“ beziehe sich auf den Richter im vorangehenden Vers.
Die Schrift (1926–1938) der jüdischen Theologen Martin Buber und Franz Rosenzweig übersetzte das Talionsgebot demzufolge so: „Geschieht das Ärgste aber, dann gib Lebensersatz für Leben, Augersatz für Auge, Zahnersatz für Zahn…“

## Historisch-kritische Auslegungen
Die alttestamentliche Wissenschaft ordnet die Talionsformel zum einen in die innerisraelitische, zum anderen in die altorientalische Rechts- und Sozialgeschichte ein. Hauptfragen sind ihre Herkunft, der Zeitraum ihrer Aufnahme in die Tora, das Verhältnis zwischen Rechtsnorm und praktischer Anwendung und ihre theologische Bedeutung. Die Einzelexegese kreist wie im Judentum zum einen um das vorausgesetzte Fallbeispiel in Ex 21,22: Was haben die beiden streitenden Männer mit der Schwangeren zu tun; ist der geschädigte Ehemann einer von ihnen; ist der Tod des ungeborenen Kindes als Unfall oder fahrlässige Tötung zu verstehen? Zum anderen wird die Spannung der Talionsformel V. 23f dazu verschieden erklärt: Wer wird hier mit „Du“ angeredet, wie verhält sich die persönliche Anrede zur anonymen wenn-dann-Formulierung in den Rahmenversen, welcher Fall ist mit dem „dauernden Schaden“ gemeint?
Meist wird die isolierte Formel als Begrenzung der Blutrache verstanden: Dieses archaische Sippenrecht billigte den Angehörigen eines Getöteten oder Verletzten eigenmächtige Vergeltung zu. Wo ein Mitglied der Gruppe geschädigt wurde, erforderte dies eine Schädigung der Tätergruppe, um die Kräfteverhältnisse zwischen beiden auszugleichen. Dies konnte in eine generationenlange Gewaltspirale und gegenseitige Ausrottungsversuche ausarten, wie es Gen 4,23f  erahnen lässt:

„Und Lamech sprach zu seinen Frauen: […] Einen Mann erschlug ich für meine Wunde und einen Knaben für meine Beule. Kain soll siebenmal gerächt werden, aber Lamech siebenundsiebzigmal.“

Die Talionsformel, so wird vielfach vermutet, sollte dieses verbreitete Ungleichgewicht von Vergehen und Strafe eindämmen: Statt für erlittenes Unrecht selbst willkürlich und unbegrenzt Rache zu nehmen, durfte der Geschädigte oder seine Angehörigen vor Gericht nur noch ein Leben für ein Leben, ein Auge für ein Auge, einen Zahn für einen Zahn verlangen. Um die ausufernde Blutrache zu vermeiden und das Überleben der Sippe zu schützen, kam es darauf an, dass vom Täter für jeden Schadensgrad eine entsprechende Gegenleistung verlangt werden konnte.
Die Herkunft der Formel ist umstritten, da sowohl die älteren babylonischen als auch die jüngeren griechisch-römischen Rechtstexte sie anders als die Bibel verwenden. Albrecht Alt nahm 1934 an, dass „Leben für Leben“ sich ursprünglich auf die Ablösung des Menschenopfers durch ein Tieropfer bezog. Dem widersprach Hans Jochen Boecker 1976: Die Formel habe nichts mit israelitischem Opferkult und Gottesverhältnis zu tun, sondern stamme aus nomadischem Sippenrecht, das im ganzen Alten Orient verbreitet war. Sie sei in der Tora kein allgemeiner Vergeltungsgrundsatz, sondern beziehe sich hier ausschließlich auf konkrete Fälle von Körperverletzung und Sachbeschädigung. Entschädigungen dafür seien hier nicht zwischen Opfer- und Täterangehörigen, sondern in öffentlichen Gerichtsverfahren ausgehandelt worden. Boecker verstand „Leben für Leben“ als Überschrift für die folgenden Tatbestände, die der Anatomie des Körpers von oben nach unten folgten: Auge – Zahn – Hand – Fuß. Nur die letzten Listenglieder Brandmal – Wunde – Strieme seien ohne altorientalisches Vorbild. Die Bibelautoren hätten sie hinzugefügt, um die Formel auch auf leichtere Körperverletzungen zu beziehen.
Frank Crüsemann bestritt 1987 die Annahme eines allgemeinen orientalischen Rechtsfortschritts von Blutrache über Körperstrafen zu Schadensersatz mit Natural- und/oder Geldbußen. Er verstand die in Ex 21,24 verlängerte Talionsformel umgekehrt als späten Einschub in älteres Schadensersatzrecht. Bei Körperverletzung mit Todesfolge werde die Ersatzleistung ausgeschlossen: Dies ziele auf einen Rechtsschutz der Schwachen, um die es in Kapitel 21 gehe. Die Talionsformel mache anders als in den Beispielen ihres Kontextes gerade keinen Unterschied zwischen Sklaven und Freien, sie gelte in der Bibel für alle Menschen. Sie verwehre dem Sklavenhalter, sich freizukaufen, und fordere stattdessen die Freilassung eines durch ihn verletzten Sklaven, bei dessen Tod sogar die Haftung des Verursachers mit seinem Leben.
Einige Alttestamentler wie Hans-Winfried Jüngling und Ludger Schwienhorst-Schönberger stimmten der rabbinischen Auslegungstradition zu, wonach die Formel bereits im Tanach selbst ausschließlich auf Schadensersatz für Körperverletzungen bezogen war. Sie fassten die Reihung der Formel wie im Codex Eschnunna als „Tariftabelle“ auf, die nur die dem Schaden angemessene finanzielle Abstufung der Sanktion fordere „(du sollst geben …).“
Eckart Otto dagegen verstand die Formel 1991 wiederum als Gebot für reale Körperstrafen, die die Blutrache ablösen sollte. Sie sei aber schon seit 1000 v. Chr. ihrerseits allmählich von einer Konfliktregelung abgelöst und zum Zeitpunkt ihrer Aufnahme in die Tora schon nicht mehr praktiziert worden. Sie werde nur noch als Relikt dafür zitiert, was der Täter eigentlich verdiene. Dies widerriefen aber die konkreten Beispiele für Ersatzleistungen in ihrem Kontext.

## Neues Testament
Jesus von Nazaret nimmt in den so genannten Antithesen der Bergpredigt (Mt 5,1–7.28f.) – ursprünglich verstreuten, situationsbezogenen mündlichen Auslegungen der Zehn Gebote und anderer wichtiger Toragebote – auch auf die Talionsformel Bezug (Mt 5,38f ):

„Ihr habt gehört, dass gesagt worden ist: Auge für Auge und Zahn für Zahn.
Ich aber sage euch: Leistet dem, der euch etwas Böses antut, keinen Widerstand,
sondern wenn dich einer auf die rechte Wange schlägt, dann halt ihm auch die andere hin.“

Das hebräische tachat wird hier nach der Septuaginta mit dem griechischen anti übersetzt, das eine ähnliche Bedeutungsbreite besitzt. Jedoch spricht Jesus hier nicht den Täter auf seine Schadensersatzpflicht, sondern die Gewaltopfer an. Er bezieht die Formel nicht nur auf individuelle Körperverletzung, sondern auf die damalige Lage des ganzen jüdischen, von Gewalt und Ausbeutung betroffenen Volkes (Mt 5,1–11). Diese charakterisiert er als das „Böse“, dem nicht mit Gegengewalt zu widerstehen, sondern mit Feindesliebe zu begegnen sei (Mt 5,44ff).
Die rechtlosen Armen konnten ihre Ansprüche damals nicht vor Gerichten geltend machen, da Israel unter römischem Besatzungsrecht stand. Not und Fremdherrschaft wurden in prophetischer Tradition immer als Folge von kollektiver Missachtung des Willens Gottes verstanden. Demgemäß löst Jesus den Rechtsgrundsatz „Auge für Auge“ von der Schadensregelung und bezieht ihn auf Israels Gesamtschaden, die Herrschaft des Bösen: Da das Reich Gottes nahe sei, sollen Juden auf Ersatzforderungen verzichten und feindlichen Gewalttätern mit Wohltaten begegnen, um sie zu „entfeinden“ und mit ihnen „Gottes Kinder“ zu werden. Darin sollen sie Gottes Vollkommenheit abbilden.
Wie andere Torapredigten Jesu stellt auch diese nicht die Geltung des Gebots in Frage, sondern versucht, seinen ursprünglichen Richtungssinn in konkreter Situation zu bewahren: Unbegrenzte Gegengewalt, die die Talionsformel abwehren will, kann jetzt nur durch Verzicht auf Schadensersatz vermieden werden. Das naheliegende, aber tödliche Reaktionsmuster, das Wiedergutmachung nach den eigenen Maßstäben fordert und eigenmächtig durchsetzt, soll durch ein auf Konfliktlösung und Rechtsfrieden mit dem Streitgegner ausgerichtetes Verhalten abgelöst werden.
Dies entsprach biblischer Tradition. Spr 15,18  lobt die Tugend des Gläubigen, einen Rechtsstreit durch gütliche Einigung zu vermeiden und im Vorfeld Versöhnung zu erreichen (Spr 17,14 ), wie es das Gebot der Nächstenliebe (Lev 19,17ff ) nicht nur gegenüber Juden, sondern auch Nichtjuden (Lev 19,34 ) verlangt. Daran erinnerte Jesus in Mt 5,24 . In den Klageliedern Jeremias (Klgl 3,30 ) wird zudem verlangt: „Er biete dem, der ihn schlägt, die Wange, er sättige sich an der Schmach.“ In Jes 50,6  sagt der Prophet, dass er dieses Gebot erfüllt und sich nicht gegen die Schmach von Ohrfeigen gewehrt, sondern seine Backe hingehalten habe.
Paulus von Tarsus bestätigt im Römerbrief die Übereinstimmung der Lehre Jesu mit der Tora, indem er auf dessen Gebot der Feindesliebe anspielt und es mit dem biblischen Racheverbot (Dtn 32,35 ) begründet (Röm 12,17–21 ):

„Vergeltet niemand Böses mit Bösem […] sondern überwinde das Böse mit Gutem. Soweit es euch möglich ist, haltet mit allen Menschen Frieden! Übt nicht selbst Vergeltung, Geliebte, sondern lasst Raum für das Zorngericht Gottes; denn es steht geschrieben: Mein ist die Vergeltung, ich werde vergelten, spricht der Herr.“

## Christliche Auslegungen
Die Bergpredigt betont den Kontrast des Rechtsverzichts zur Vergeltung, der Feindesliebe zum Feindeshass (Mt 5,43). Ein solches Kontrastgebot ist im Tanach und im damaligen Judentum unbekannt; der Evangelist stellte das jesuanische Gebot hier damaligen zelotischen Auslegungen des Vergeltungsgebots bei Mord (Gen 9,6) gegenüber. Davon ausgehend verstanden christliche Ausleger das biblische Talionsgebot oft als zentralen Differenzpunkt zwischen Jesus und den Pharisäern, Neuem und Altem Testament, Christentum und Judentum.
Martin Luther übersetzte den Satz mit „Auge um Auge“, wobei „um“ auch das Ersetzen bedeuten konnte. Jedoch bezog er den Rechtssatz auf das richtende, den Sünder strafende „Gesetz“ Gottes und stellte diesem das „Evangelium“ der unbedingten Gnade Gottes gegenüber. Im öffentlichen Bereich sollte die von Gott verordnete Obrigkeit strenge Vergeltung an Straftätern und Rebellen üben, nur im kirchlichen und privaten Bereich hätten Vergebung, Gnade und Feindesliebe Raum (siehe Zwei-Reiche-Lehre). Diese Trennung begünstigte das Missverständnis, es handele sich bei dem Talionsgebot um eine Logik der Vergeltung, die Jesus durch eine nur für die Gläubigen und im jenseitigen Gottesreich gültige Logik der Vergebung habe ablösen wollen.
Johannes Calvin kommentierte Mt 5,43  entgegen den aus dem Talmud bekannten Tatsachen in seiner Institutio Christianae Religionis IV/20,20: „So unterwiesen die Pharisäer ihre Jünger zum Begehren nach Rache.“ Aber er betonte stärker als Luther die gewaltbegrenzende Rolle des Talionsgebots als Grundprinzip allen öffentlichen Rechts:

„Eine gerechte Proportion muss beachtet werden, und … das Ausmaß der Bestrafung muss gleich reguliert werden, ob es nun um einen Zahn oder ein Auge oder das Leben selbst geht, so dass die Kompensation der getanen Verletzung entspricht … so als ob der, der seines Bruders Auge ausgeschlagen hat, oder seine Hand abgeschnitten hat, oder sein Bein gebrochen hat, dafür sein eigenes Auge oder Hand oder Bein verlieren soll. Kurz, als Ziel zur Verhütung aller Gewalt muss eine Kompensation in Proportion zur Verletzung gezahlt werden. Eine gerechte Proportion statt eskalierender Gewalttaten: So ist das Gesetz, und der Keim dieses Gedanken steht seither immer im Zentrum des Rechts.“

In der christlichen Theologie des 19. Jahrhunderts galt das Talionsgebot meist als Ausdruck eines primitiven, auf die nationale Selbstbehauptung Israels begrenzten Rachegeistes und Rachegottes, dem Jesus das Bild des liebenden Gottes und eine ganz neue Ethik der allgemeinen Menschenliebe gegenübergestellt habe. Damit wurde es zum Inbegriff des Unterschieds zwischen Judentum und Christentum stilisiert:

„Andere Gesetze hingegen brandmarkt man als ‚grausam alttestamentlich‘ oder gar als ‚jüdisch‘. So etwa das berühmte Talionsgesetz (§ 124): Auge um Auge, Zahn um Zahn. Diesem Gesetz wurde und wird das neutestamentliche Evangelium gegenübergestellt, ja entgegengehalten. Die Christinnen und Christen hätten mit dem Geist des Evangeliums das erstarrte jüdische Gesetz überwunden. Gesetz wird mit Tod, Evangelium mit Leben gleichgesetzt. Die ganze Konstruktion geht einher mit einem latenten, besonders in unserem Jahrhundert aber auch virulenten Antijudaismus, der bis heute nachwirkt.“

Heutige Exegeten wie Thomas Schirrmacher heben hervor, dass Jesus das Recht des Geschädigten nicht habe aufheben wollen. Das Talionsgebot sei zur Zeit Jesu im Regelfall durch eine auf den Schaden begrenzte Geldbuße erfüllt worden. Dieses Zivilrecht sei schon lange nur vor staatlichen Gerichten einzuklagen gewesen, wie es die Tora festschrieb. Die Obrigkeit bleibe daher auch im NT trotz des Liebesgebots nach Röm 13,4 „Gottes Dienerin, eine Rächerin zur Strafe für den, der Böses tut“. Diese Pflicht des Staates zum Rechtsschutz setze Jesus in Mt 5,38–48 nicht außer Kraft, sondern setze sie vielmehr voraus, da Mt 5,40 ein Gericht, Mt 5,25 „Richter“, „Gerichtsdiener“, „Gefängnis“ erwähnen.
Darum fasst Schirrmacher Mt. 5,39 „Widersteht nicht dem Bösen …“ nicht als prinzipielles Verbot von Selbstverteidigung und Rechtsanspruch auf, sondern als situationsbedingten Verzicht darauf: aus der Einsicht heraus, dass das Bestehen auf dem eigenen, an sich gegebenen Recht in der konkreten Verfolgungssituation der Angeredeten die Gewalt verschärfen und den Schaden vergrößern kann. Es setze ein klares Unterscheiden von Gut und Böse voraus, mache Recht und Unrecht also nicht gleichgültig. Mit dem Bösen (personal oder sächlich) sei hier die Gewalt, das Schlagen, Beleidigen und Entrechten gemeint, das Mt 5,39–41 veranschaulicht:

„Die Aussage Jesu wäre dann, dass ein Christ sich nicht mittels des Gerichtsgrundsatzes, des ‚lex talionis‘, Recht verschafft, sondern Unrecht über sich ergehen lässt. Ein Christ ist um des Friedens willen nicht nur in der Lage, auf eine Gerichtsverhandlung zu verzichten, sondern sogar das unrechtmäßig von ihm Geforderte in noch größerem Umfang als gefordert zuzulassen.“

Der Versuch der Schlichtung, Mediation, ja Versöhnung, sei biblisch und sollte für Christen immer vor dem Vorgehen mit rechtsstaatlichen Mitteln stehen, da diese nicht immer zur gewünschten Klärung führen. Dabei solle die persönliche Bereitschaft, den Kürzeren zu ziehen, immer vorhanden sein. Dies sei keine Alternative, sondern eine notwendige Ergänzung zum rechtmäßigen Vorgehen.

## Koran

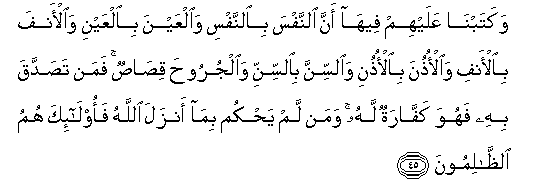
Sure 5,45

Der Koran zitiert die biblische Talionsformel in Sure 5,45. Diese wendet sich an die Leute des Buches (Juden und Christen), um sie an die wahre, durch sie verfälschte Offenbarung Gottes zu erinnern:

„Und wir haben ihnen darin vorgeschrieben: Leben um Leben, Auge um Auge, Nase um Nase, Ohr um Ohr, Zahn um Zahn;
und auch für die Verwundungen gilt die Wiedervergeltung.
Wer aber dies als Almosen erlässt, dem ist es eine Sühne.
Diejenigen, die nicht nach dem urteilen, was Gott herabgesandt hat, das sind die, die Unrecht tun.“

Das Zitat betont das grundsätzliche Vergeltungsrecht bei schwerer und leichter Körperverletzung, die gesondert erwähnt ist. Opferangehörige können aber auf die ihnen zustehende Vergeltung verzichten und damit Sühne für eigene Sünden erwirken. Unklar ist, ob dieses „Almosen“ einen Schadensersatz des Täters meint. Wer Vergeltung verbietet oder das festgesetzte Gleichmaß dabei überschreitet, aber auch wer die Möglichkeit der Vergebung ausschließt, der bricht für den Koran ein von Gott offenbartes Gesetz und wird damit selbst zum Verbrecher.
Sure 2,178f macht das Vergeltungsgebot für alle Muslime verbindlich:

„Oh ihr, die ihr glaubt! Vorgeschrieben ist euch bei Totschlag die Wiedervergeltung: ein Freier für einen Freien, ein Sklave für einen Sklaven und ein Weib für ein Weib.“

Der Folgevers erlaubt dem zur Tötung des Täters berechtigten Opferverwandten, stattdessen eine Ersatzleistung zu verlangen:

„Wird einem von seinem Bruder etwas nachgelassen, dann soll die Beitreibung [des Blutgelds] auf rechte Weise und die Leistung an ihn auf gute Weise erfolgen. Dies sei eine Erleichterung von eurem Herrn und eine Barmherzigkeit.“

Allgemein gilt jedoch:

„In der Wiedervergeltung liegt für euch das Leben, oh ihr Einsichtigen, damit ihr gottesfürchtig werdet.“

Dies betont die Bedeutung dieses Gebots für das Leben und den Glauben aller Muslime. Wiedervergeltung erhält damit theologischen Rang: Sie entspricht der Gehorsam belohnenden, Unrecht strafenden Gerechtigkeit Gottes.
Sure 17,33 bezieht dies auf den Bruch des Tötungsverbotes:

„Tötet nicht den Menschen, den Gott für unantastbar erklärt hat, es sei denn bei vorliegender Berechtigung.
Wird jemand ungerechterweise getötet, so geben wir seinem nächsten Verwandten Vollmacht (ihn zu rächen).
Nur soll er nicht maßlos im Töten sein; er wird Beistand finden.“

Dies gibt den Angehörigen eines Mordopfers das Recht zur Wiedervergeltung. Ob der zugesagte Beistand sich auf Gott oder einen Richter bezieht, bleibt offen.
Der Koran setzt damit deutlich andere Akzente als die Tora: Er bezieht „ein Leben für ein Leben“ auch auf Mord, wobei er nicht die Gleichartigkeit von Strafe und Schaden betont, sondern die Gleichrangigkeit von Opfer und Täter. Er leitet daraus das direkte Recht der Opfer zur Sühne ab. Verzicht darauf, mögliche Vergebung und das nach Sure 2,179 zulässige Sühngeld als Ersatz erwähnt diese Stelle nicht. Anstelle des Auflistens und Abgeltens jedes Einzelschadens tritt eine Ermahnung zum Maßhalten.

## Islamische Rechtstradition
Die Scharia regelt die Anwendung der Koransuren zum Talionsgebot für alle Vergehen gegen Leib und Leben anderer Menschen (Qisās). Das Recht der Opferangehörigen zur Wiedervergeltung wird an Bedingungen geknüpft:
- Ein islamisches Gericht muss die Schuld des Täters feststellen. Zur Verurteilung reichen die Aussage des Opfers und eines anderen Zeugen, aber auch ein Indizienbeweis aus.
- Liegt ein Urteil vor, dürfen das Opfer oder seine Familie dem Täter unter Aufsicht des Richters die exakt gleiche Verletzung zufügen, die er dem Opfer zugefügt hatte.
- Bei Tötungsdelikten kommt es nur zum Prozess, wenn der nächste männliche Verwandte des Opfers dies vor Gericht verlangt.
- Täter und Opfer müssen zudem „gleich“ sein: Für einen Mann darf nur ein anderer Mann, für eine Frau eine andere Frau, für einen Sklaven ein Sklave getötet werden. Die Hinrichtung von Muslimen wegen des Todes von Nicht-Muslimen (Dhimmis und Harbīs) ist ausgeschlossen, weil der Talion nur zwischen als „gleichgestellt“ angesehenen Muslimen gilt.
- Schließen Ungleichheit von Täter und Opfer ein Todesurteil aus, können die Opferangehörigen einen Blutpreis (diya) beanspruchen. Diesen setzt ein Richter je nach Schwere des Vergehens fest.
- Das Strafmaß für den Täter liegt dann in seinem Ermessen und kann von Freispruch bis zur Todesstrafe reichen.
- Der Täter muss zusätzlich auf jeden Fall eine gute Tat für Gott begehen, etwa fasten oder eine Geldspende entrichten, früher einen Sklaven freilassen.
- Ein Verfahren wird sofort eingestellt, wenn das Opfer oder seine Angehörigen dem Täter vergeben oder dieser glaubhaft und nachhaltig Reue bekundet.[25]

In islamischen Staaten kann die Scharia wegen verschiedener Rechtsschulen sehr verschieden ausgelegt werden; die Rechtsprechung hängt vom jeweiligen Meinungs- und Handlungskonsens der Theologen ab (Idschmāʿ). Jedoch sind Körperstrafen wie die Handamputation für Diebstahl unter anderem in Saudi-Arabien, dem Iran, dem Jemen bis heute üblich. Die Paragrafen 121, 297, 300, 881 des iranischen Bürgerlichen Gesetzbuches und § 163 der Verfassung unterscheiden das Recht für Muslime und Nicht-Muslime in Mordfällen.

## Europäische Rechtstradition

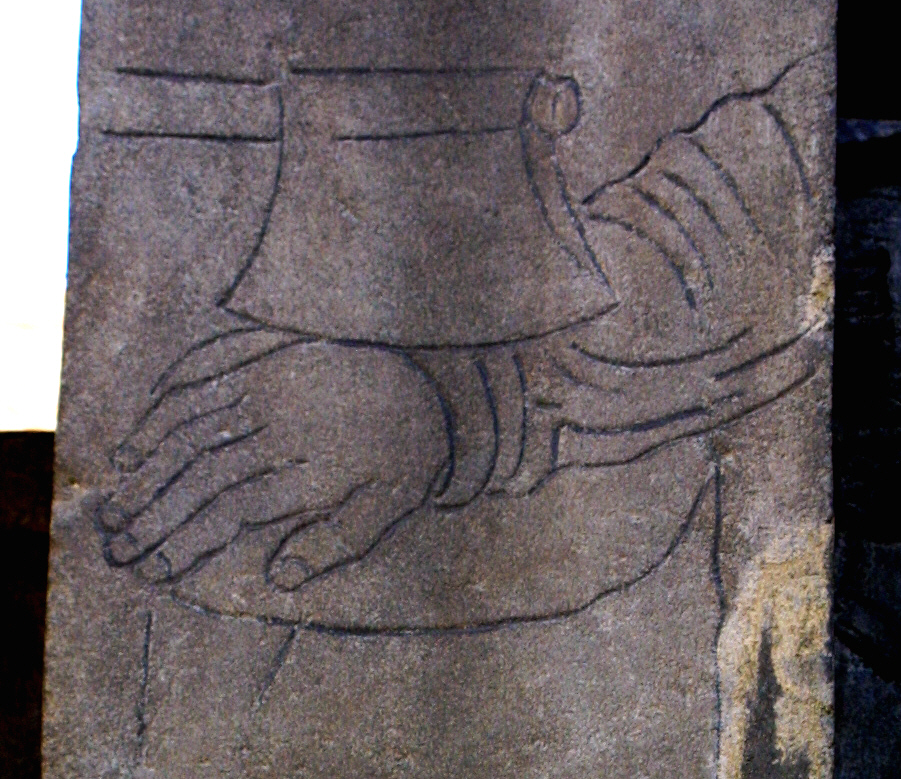
Handabschlagen im Mittelalter

Während die jüdische Rechtstradition seit der Konstantinischen Wende in Europa kaum Einfluss gewann und nur in abgeschotteten Judengemeinden autonom gepflegt wurde, beeinflusste die Romanisierung jahrhundertelang ganz Europa. Römische Rechtssystematik verschmolz im Mittelalter mit Rechtsauffassungen aus germanischem Stammesrecht. Im Norden wurden Fehdebräuche zunehmend durch Strafkataloge abgelöst, die die Obrigkeit festlegte. Diese stellten jedoch eher situative Einzelfallregelungen als allgemeine Kodifikationen dar.
Bis in das Hochmittelalter hinein war das Strafrecht bei Körperverletzung überwiegend auf private Bußleistungen ausgerichtet: Ein Verletzter oder seine Angehörigen konnten ein gesetzliches Sühnegeld vom Täter verlangen. Im 13. Jahrhundert wirkten jedoch zwei miteinander verbundene Tendenzen dagegen:
- Straf- und Zivilrecht trennten sich: Das private Bußenstrafrecht wurde mehr und mehr von der behördlichen „peinlichen Strafe“ an Leib und Leben abgelöst.
- Diese Blutgerichtsbarkeit wurde Sache der jeweiligen Landesherren und verlor dadurch ihre Einheitlichkeit.

Der Sachsenspiegel von 1221 ließ die Ablösung der Körperverstümmelung durch eine Bußleistung noch zu, obwohl er erstere bereits zur Regel machte. In der Folgezeit nahmen Körper- und Todesstrafen immer mehr zu. Sie wurden auch mit dem biblischen Talionsgebot gerechtfertigt. Gründe dafür lagen in Kleinstaaterei und Feudalismus: Die Landesherren reagierten auf ökonomisches Elend, Geldentwertung und Zunahme des Räuberwesens mit immer mehr und härteren Strafkatalogen.
Die neuzeitlichen deutschen Philosophen Immanuel Kant und Georg Wilhelm Friedrich Hegel fassten das Toragebot als Vergeltungsprinzip auf und begründeten damit absolute Straftheorien, die wesentliche Aspekte der heutigen normativen Strafzumessung begründen:
- Strafbar ist nur der erwiesene Täter, soweit er die Tat schuldhaft begangen hat.
- Eine Strafe muss sich an der Schwere der strafwürdigen Tat bemessen: Eine leichte Körperverletzung ist geringer zu strafen als eine schwere, beide geringer als ein Totschlag, dieser geringer als ein Mord.
- Gleiche Taten sind ohne Ansehen der Person mit dem gleichen Strafmaß zu bestrafen.

Anders als das Recht deutschsprachiger Staaten kennt das angelsächsische Recht über den zivilrechtlichen Schadensersatz hinaus einen „Strafschadensersatzanspruch“, der vom Gedanken der Sühne und Abschreckung anderer Täter geprägt ist und neben dem materiellen Schaden geltend gemacht werden kann (Punitive damages).

## Umgangssprache und Klischee

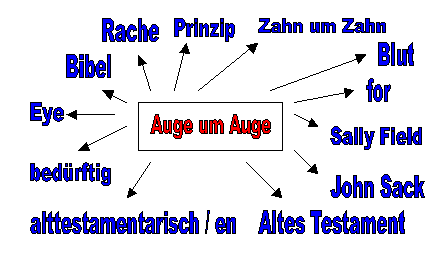
Korpuslinguistische Analyse

Entgegen seiner ursprünglichen Absicht, Rache auszuschließen und Gewalt zu begrenzen, wird das Bibelzitat in der Umgangssprache oft unreflektiert als Ausdruck für gnadenlose Vergeltung verwendet. In dieser Bedeutung erscheint es heute etwa in Medienberichten über Kriegsaktionen, als Roman- oder Filmtitel. Die Korpuslinguistik zeigt, welche Begriffe am häufigsten mit der Wendung assoziiert werden (siehe Grafik).
Der „rachsüchtige Jude“, der unversöhnlich dem angeblich alttestamentlichen Vergeltungsgrundsatz „Auge um Auge“ folgt, ist ein klassisches Stereotyp der extremen Rechten, das diese insbesondere zur Erinnerungs- und Schuldabwehr hinsichtlich des Holocaust bemüht, da für sie die Juden bzw. Israel einer positiven Identifizierung mit der deutschen Nation im Wege stehen.
Die umgangssprachliche Rezeption der Wendung zeigen auch Buch- und Filmtitel: etwa der 1879 verfasste Roman An Eye for an Eye von Anthony Trollope über einen Beziehungskonflikt im Viktorianischen Zeitalter oder der 1996 gezeigte Spielfilm Eye for an Eye von John Schlesinger zum Thema Selbstjustiz. Das romanhaften Dokudrama An Eye for an Eye von John Sack (1993) beschreibt Racheakte einzelner holocaustüberlebender Juden an Deutschen in stalinistischen Arbeitslagern in Oberschlesien nach 1945. Einige deutsche Rezensenten kritisierten das Buch 1995 als Täter-Opfer-Umkehr. Das Sachbuch Auge um Auge – Todesstrafe heute (2006) von Silke Porath und Matthias Wippich dokumentiert Erlebnisberichte von Todeskandidaten in US-Gefängnissen (siehe Todesstrafe in den Vereinigten Staaten).

## Einzelbelege
1. ↑  Der Codex Hammurapi: Auge um Auge, Zahn um Zahn – Frühzeitlicher Gerechtigkeitssinn.
2. ↑  zitiert nach Frank Crüsemann: Auge um Auge … (Ex 21,24f). In: Evangelische Theologie 47 (1987), ISSN 0014-3502, S. 417.
3. ↑  Max Mühl: Die Gesetze des Zaleukos und Charondas. In: Klio. 22 (1929), S. 105–124, 432–463.
4. ↑  Zwölftafelgesetz Tafel 8: Strafrecht.
5. ↑  Zitiert nach Nechama Leibowitz: Auge um Auge.
6. ↑  IV/8,35; um 90 verfasst.
7. ↑  Bernhard S. Jackson: Essays in Jewish and Comparative Legal History. Brill, Leiden 1975, S. 75–107.
8. ↑  Babylonischer Talmud: Traktat Baba Kamma, Kapitel VIII, Folio 84a (englisch).
9. ↑  Benno Jacob: Auge um Auge. Eine Untersuchung zum Alten und Neuen Testament. Berlin 1929. Zitiert nach Brigitte Gensch: „Auge für Auge“, nicht „Auge um Auge“
10. ↑  Pinchas Lapide: Mit einem Juden die Bibel lesen. LIT, Münster 2011, ISBN 3-643-11249-1, S. 48
11. ↑  Albrecht Alt: Zur Talionsformel. In: Kleine Schriften I; München 19684; S. 341–344.
12. ↑  Hans Jochen Boecker: Recht und Gesetz im Alten Testament; 19842; S. 150 ff.
13. ↑  Frank Crüsemann: Auge um Auge … (Ex 21,24f). In: Evangelische Theologie. 47 (1987), S. 411–426.
14. ↑  Hans-Winfried Jüngling: Auge um Auge, Zahn um Zahn: Bemerkungen zu Sinn und Geltung der alttestamentlichen Talionsformeln. In: Theologie und Philosophie. 59 (1984), S. 1–38.
15. ↑  Ludger Schwienhorst-Schönberger: Auge um Auge, Zahn um Zahn: Zu einem antijüdischen Klischee. In: Bibel und Liturgie. 63 (1990), S. 163–175.
16. ↑  Ludger Schwienhorst-Schönberger: Ius Talionis. In: Lexikon für Theologie und Kirche. Band 5.
17. ↑  Eckart Otto: Die Geschichte des Talion im Alten Orient und Israel: Ernten, was man sät. In: Festschrift für Klaus Koch. 1991; S. 101–130.
18. ↑  Martin Hengel: Zur matthäischen Bergpredigt und ihrem jüdischen Hintergrund. In: Theologische Rundschau. 52 (1987), S. 327ff.
19. ↑  Wolfgang Stegemann: Jesus und Zeit. Kohlhammer, Stuttgart 2010, S. 290–295.
20. ↑  Pinchas Lapide: Entfeindung leben? Gütersloher Verlagshaus 1993, ISBN 3-579-02205-9.
21. ↑  Martin Hengel, Anna Maria Schwemer: Jesus und das Judentum. Mohr Siebeck, Tübingen 2007, ISBN 978-3-16-149359-1, S. 450.
22. ↑  Johannes Calvin: Harmonie des Gesetzes, Band III, Kommentar zu Leviticus 24,17–22; Christian Classics Ethereal Library, Originaltexte englisch.
23. ↑  Thomas Staubli: Begleiter durch das Erste Testament. 2. Auflage, Patmos, Düsseldorf 1999, S. 139.
24. ↑  Thomas Schirrmacher: Darf ein Christ vor Gericht gehen? (PDF; 279 kB) In: Ergänzungen zur Ethik. Martin-Bucer-Seminar, 2004, archiviert vom Original am 29. September 2007; abgerufen am 13. August 2017.
25. ↑  Regina Goebel, Universität Trier: Das Strafrecht der Schari´a (Seite nicht mehr abrufbar, festgestellt im August 2017. Suche in Webarchiven).
26. ↑  Bericht von Maurice Copithorne, Sonderberichterstatter der UNO-Menschenrechtskommission, für 1998.
27. ↑  Hans Thieme: Über Zweck und Mittel der Germanischen Rechtsgeschichte. In: JuS. 1975, S. 725–727.
28. ↑  Martin Arends: Geschichte des Rechts. 2006.
29. ↑  Wortschatz-Modul der Universität Leipzig.
30. ↑  Fabian Virchow: Gegen den Zivilismus: Internationale Beziehungen und Militär in den Politischen Konzeptionen der extremen Rechten. VS Verlag für Sozialwissenschaften; Wiesbaden 2006, ISBN 978-3-531-90365-1, S. 84
31. ↑  Dorothea Hauser: Zeitgeschichte: Zu heiß zum Anfassen? Spiegel, 13. März 1995; Krzysztof Ruchniewicz, Jürgen Zinnecker: Zwischen Zwangsarbeit, Holocaust und Vertreibung: Polnische, jüdische und deutsche Kindheiten im besetzten Polen. Beltz Juventa, 2007, ISBN 978-3-7799-1733-5, S. 40.